# Alexei Sergejewitsch Drejew
Alexei Sergejewitsch Drejew (russisch Алексей Сергеевич Дреев, wiss. Transliteration Aleksej Sergeevič Dreev, beim Weltschachbund FIDE Aleksey Dreev; * 30. Januar 1969 in Stawropol) ist ein russischer Schachspieler.

## Leben
Drejew erlernte als 6-Jähriger das Schachspiel von seinem Vater. Mit 8 Jahren wurde er von Wladimir Saigin trainiert, mit 11 Jahren von Mark Dworezki. Die frühe Förderung zeigte rasche Früchte. Drejew gewann die Jugendweltmeisterschaft der Kadetten, die heutige U16-Weltmeisterschaft, zweimal in Folge: 1983 in Bucaramanga (Kolumbien) mit 10 aus 11 und 2,5 Punkten Vorsprung und 1984 in Champigny-sur-Marne. 1984 nahm er als Vertreter der Sowjetunion auch an der Jugendweltmeisterschaft U20 im finnischen Kiljava teil und wurde Vize-Weltmeister. Beim Turnier junger sowjetischer Meister in Tallinn 1986 wurde er Zweiter hinter Wassyl Iwantschuk. Anfang 1989 gewann er aufgrund besserer Feinwertung vor Boris Gelfand die Jugendeuropameisterschaft in Arnheim. Am 2. Januar 1990 wurde er Vizemeister hinter Gregorij Serper.
1990 gewann er zusammen mit Alexei Schirow, Leonid Judassin und Smbat Lputjan das Zonenturnier von Lwiw und qualifizierte sich für das Interzonenturnier in Manila. Dort wurde er Fünfter und stieß in die Kandidatenkämpfe vor. Er verlor 1991 im Achtelfinale gegen Viswanathan Anand in Madras deutlich mit 1,5:4,5 (+1 =1 −4) und schied aus.
Nachdem die FIDE das Kandidatenturnier abgeschafft hatte, nahm Drejew an mehreren K.-o.-Weltmeisterschaften teil. In Groningen 1997 erreichte er das Viertelfinale und unterlag dort Boris Gelfand. Bei späteren Versuchen schied er stets im Achtelfinale aus: in Las Vegas 1999 gegen Michael Adams, in New Delhi 2000 gegen Wesselin Topalow, in Moskau 2001 gegen Viswanathan Anand und in Tripolis 2004 gegen Leinier Domínguez. Seine größten Erfolge bei internationalen Turnieren sind die Siege in Biel/Bienne 1995, Wijk aan Zee 1995 sowie Dos Hermanas 2002 und 2003. Er war mehrfach unter den Top 20 der Weltrangliste.
Drejew ist ein hervorragender Kenner der Eröffnungstheorie und hat einen außerordentlich soliden Positionsstil, der sehr in Mannschaftskämpfen geschätzt wird. Bei der Meisterschaft Russlands 2004 wurde er Dritter. Seine beste Weltranglistenposition hatte er mit Platz 11 im Juli 1995.
Drejew nahm 2005 und 2013 am Schach-Weltpokal teil. Er erreichte 2005 das Achtelfinale, 2013 die dritte Runde.
| Die zur Anzeige dieser Grafik verwendete Erweiterung wurde dauerhaft deaktiviert. Wir arbeiten aktuell daran, diese und weitere betroffene Grafiken auf ein neues Format umzustellen. (Mehr dazu) |

## Privates
Drejew ist verheiratet und hat zwei Kinder.

## Mannschaftsschach

### Nationalmannschaft
Drejew nahm mit der russischen Nationalmannschaft an den Schacholympiade 1992, 1994, 1996, 1998 (am Spitzenbrett der zweiten Mannschaft) und 2004 teil, er gewann diese 1992, 1994 und 1996. Weiterhin gehörte er bei den Mannschaftsweltmeisterschaften 1993, 1997, 2001 und 2005 zum russischen Aufgebot (und gewann diese 1997 und 2005), ebenso bei den Mannschaftseuropameisterschaft 1992 (die Russland gewann) und 2005.

### Vereine
Bei der russischen Mannschaftsmeisterschaft spielte Drejew 1995 bis 1998 und 2014 für Kasan, 1999 für Chimik Beloretschensk, 2000 für Universität Maikop, 2003 und 2004 für Norilski Nikel Norilsk, 2005 bis 2009 für Ural Jekaterinburg, 2011 bis 2013 für Jugra Chanty-Mansijsk. Er wurde 1998, 1999, 2006 und 2008 russischer Mannschaftsmeister.
In Frankreich spielte Drejew bis 2002 für Echiquier Niçois und von 2006 bis 2012 für Mulhouse Philidor. In der Schweiz war Drejew von 2010 bis 2014 beim SK Réti Zürich gemeldet und gewann mit diesem 2011 die Nationalliga A (Schach) und 2012/13 die Bundesliga. Drejew gewann 2006 mit Wood Green die britische Four Nations Chess League und 1995 mit ŠK Lokomotiva MONING Brno die tschechische Extraliga. In der spanischen Mannschaftsmeisterschaft spielte er von 2005 bis 2011 für CA Reverté Albox und wurde mit diesem 2005 Meister. Außerdem hat er auch schon in der chinesischen Mannschaftsmeisterschaft (für Zhejiang) und in der schwedischen Elitserien (für Helsingborgs ASK) gespielt.
Drejew nahm an 19 Austragungen des European Club Cup teil und gewann diesen 1990 mit ZSKA Moskau, 1996 mit Sberbank Tatarstan Kasan und 2008 mit Ural Oblast Swerdlowsk.

## Publikationen
- Meraner Verteidigung D47-D49 (CD), ChessBase, Hamburg 2001 ISBN 3-935602-06-5.
- My one hundred best games. Chess Stars, Sofia 2007. ISBN 978-954-8782-55-5.